# Phlegra karoo
Phlegra karoo là một loài nhện trong họ Salticidae.
Loài này thuộc chi Phlegra. Phlegra karoo được Wanda Wesołowska miêu tả năm 2006.